# Hindsboro
Hindsboro – wieś w Stanach Zjednoczonych, w stanie Illinois, w hrabstwie Douglas.